# Dysschema lycaste
Dysschema lycaste är en fjärilsart som beskrevs av Johann Christoph Friedrich Klug 1836. Dysschema lycaste ingår i släktet Dysschema och familjen björnspinnare. Inga underarter finns listade i Catalogue of Life.

## Bildgalleri

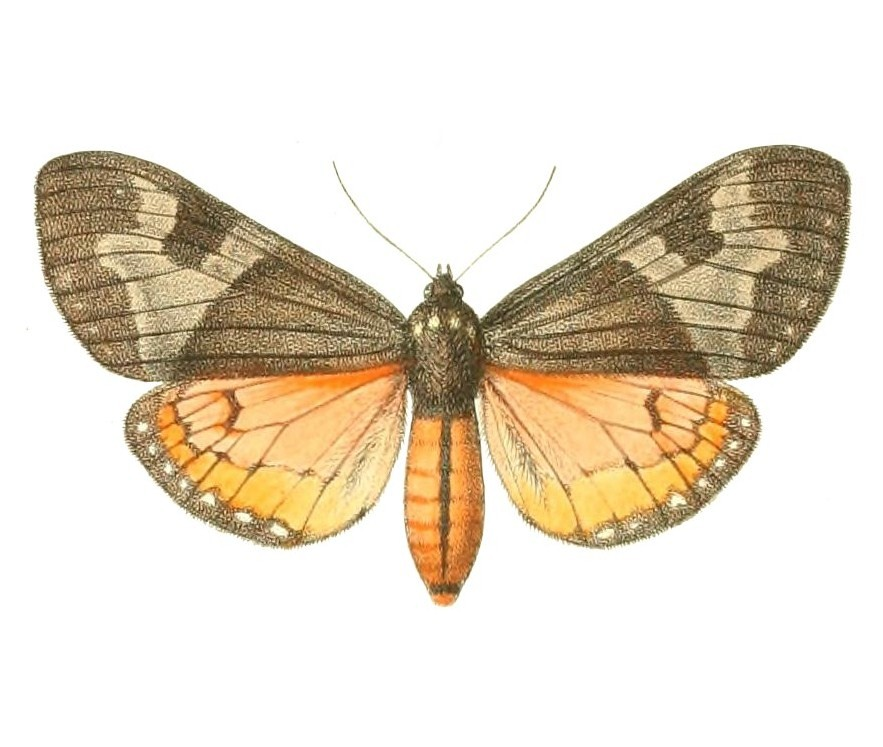